# (8972) Sylvatica
(8972) Sylvatica (2319 T-2) – planetoida z pasa głównego asteroid okrążająca Słońce w ciągu 3,21 lat w średniej odległości 2,17 au. Odkryta 29 września 1973 roku.